# Родники (Ставропольский край)
Родники́ — село в Ипатовском районе (городском округе) Ставропольского края Российской Федерации. 

## География
Расстояние до краевого центра: 81 км. Расстояние до районного центра: 26 км.

## История
10 марта 1929 года из Золотарёвского сельсовета в порядке разукрупнения выделились Николино-Пристанский и Мартыновский сельсоветы. 
21 июня 1929 года село Николина Пристань было переименовано в Родники, а сельсовет стал Родниковским.
В 1929 году в селе Родники организован колхоз имени Доватора.
До 1 мая 2017 года село входило в упразднённый Золотарёвский сельсовет.

## Население
| 1904 | 1909 | 1911 | 1914 | 1920 | 1925 | 1926 |
| ---- | ---- | ---- | ---- | ---- | ---- | ---- |
| 187  | ↘138 | ↗176 | ↗180 | ↗416 | ↘411 | ↗530 |
| 1989 | 2002 | 2010 | 2014 | 2023 |      |      |
| ↘471 | ↗575 | ↘517 | ↘400 | ↗474 |      |      |

По данным переписи 2002 года, 91 % населения — русские.

## Инфраструктура
- Детский сад № 12 «Родничок». На 2023 год закрыт
- Основная общеобразовательная школа № 1. На 2023 год закрыта
- Фельдшерско-акушерский пункт[15]

## Кладбища
В границах населённого пункта расположены 2 общественных открытых кладбища: Родниковское (250 м на север от села) и Иващенское (100 м на север от улицы Иващенской).